# Elisa Majer Rizzioli
Elisa Majer Rizzioli, född 27 november 1880, död 2 juni 1930 i Milano, var en italiensk politiker (Nationella fascistpartiet).
Hon var dotter till en förmögen judisk köpman i Venedig och en adelskvinna, och gifte sig 1904 med notarien Niccolo Rizzioli.
Hon var ordförande för Fasci Femminili 1919–1926. Hon beskrivs som en effektiv organisatör. Fascismen hade under sina första år en ambivalent inställning till kvinnans ställning, och Mussolini lovade fascistkvinnornas talesperson Elisa Majer Rizzioli att införa kvinnlig rösträtt. Han ändrade dock uppfattning, när han 1925 införde lokal rösträtt och året därpå avskaffade valsystemet. År 1924 krävde fascistkvinnorna autonomi för sina egna organisationer, men nekades detta av moderpartiet, vilket ledde till att kvinnoförbundet råkade in i en period av inorganisering som slutade med att de berövades allt verkligt inflytande. Partiet drog också tillbaka deras finansiering, och Majer Rizzioli betalade deras tidning Rassegna femminile italiana, som hon grundat 1925, med egna pengar. Majer Rizzioli, som var en ledande företrädare för fascistkvinnornas krav till mer inflytande för kvinnor, avsattes 1926 av Roberto Farinacci, och ersattes med Angiola Moretti. 